# 슈바르체 샤르
슈바르체 샤르(독일어: Schwarze Schar) 또는 검은 브라운슈바이크인(영어: Black Brunswickers)은 나폴레옹 전쟁 시기에 활약한 군 부대다. 정식 명칭은 브라운슈바이크 공작 야전군단(독일어: Herzoglich Braunschweigisches Feldcorps)이다. 이 부대는 브라운슈바이크볼펜뷔텔 공작 프리드리히 빌헬름이 모집한 자원군으로 구성되어 있었다. 브라운슈바이크 공작은 독일에서 나폴레옹 보나파르트의 주요 적수 중 한 명이었다. 1809년 오스트리아 제국과 프랑스 제1제국 사이에 전쟁이 발발했을 때 슈바르체 샤르는 혼성부대로 이루어져 있었으며, 약 2,300명의 병력은 보병, 기병, 그리고 이후 포병으로 구성되어 있었다.
대부분의 부대 구성원들이 검은 제복을 입고 있었기 때문에 부대에 "슈바르체"라는 별명이 붙었지만, 저격부대나 우완 같은 몇몇 경무장 부대는 초록색 제복을 입었다. 슈바르체 샤르 대원들은 모자에 토튼코프를 붙이고 다녔다. 영어식 명칭인 "검은 브라운슈바이크인"은 부대 지휘관인 브라운슈바이크 공작 프리드리히 빌헬름에서 유래했는데, 프리드리히 빌헬름은 프랑스가 베스트팔렌 왕국으로 병합한 브라운슈바이크뤼네부르크 공국의 소유권을 주장하고 있었다. 슈바르체 샤르는 나폴레옹 전쟁의 여러 전투에서 뛰어난 실력을 보여주었는데, 슈바르체 샤르가 참여한 대표적인 전투에는 반도 전쟁의 살라망카 전투 및 비토리아 전투, 그리고 브라운슈바이크 공작이 사망한 워털루 전역의 카트레브라 전투가 있다. 1820년대 재정 및 장비 구입의 문제가 겹치게 되어 슈바르체 샤르는 해체되었다.
슈바르체 샤르가 해체되기는 했지만, 영국 빅토리아 시대의 일부 예술가들은 이들의 업적에 주목하여 예술 작품을 남기기도 했다. 대표적인 예시가 존 에버렛 밀레이의 검은 브라운슈바이크인이 있다.